# Jan Paweł Wodziński
Jan Paweł Wodziński herbu Jastrzębiec – podsędek brzeskokujawski w latach 1790-1793, podczaszy kruszwicki w latach 1782-1790.
Poseł na sejm 1784 roku z województwa inowrocławskiego.